# Cusper
Un cusper es una persona nacida cerca del final de una generación y el comienzo de otra. Las personas nacidas en estas circunstancias tienden a tener una mezcla de características comunes a sus generaciones adyacentes, pero no se parecen mucho a las nacidas en medio de sus generaciones adyacentes.

## Antecedentes
Los perfiles generacionales se construyen en base a personas nacidas en medio de una generación en lugar de aquellos que están en la cola de una generación. Las generaciones pueden superponerse entre cinco y ocho años. Como tal, muchas personas se identifican con aspectos de al menos dos generaciones. Los años de nacimiento precisos que definen cuándo empiezan y terminan las generaciones varían.

## Grupos notables

### Generación grandiosa/Generación silenciosa
Rangos de fechas
Justo antes de los años 1920, como lo identificó Graeme Codrington.
Características
Estos cuspers experimentaron las bajas después de la Primera Guerra Mundial, pero también las altas de los primeros felices años veinte, las Flappers, el charleston y las primeras películas mudas. A medida que estos cuspers alcanzaron la mayoría de edad, algunos de ellos se volvieron más visionarios como la generación grandiosa o estoicos como los silenciosos.

### Generación silenciosa/Baby boomers
Rangos de fechas
- 1933-1945, como fue identificado por Susan Mitchell.[10]
- 1939-1945, según lo identificado por Claire Raines Associates.[5]
- 1940-1945, como lo identifican Lancaster y Stillman, autores de When Generations Collide así como la Clínica Mayo.[11][8]
- 1943-1948, como lo identificó Deon Smit escribiendo para HR Future.[4]

Características
Claire Raines Associates llama a estos cuspers el Grupo Sándwich. Susan Mitchell los llama la Generación Swing. De acuerdo con la Clínica Mayo, estos cuspers tienen la ética de trabajo de la generación silenciosa, pero como los baby boomers a menudo desafían el statu quo. Codrington los describe como baby boomers con la motivación de alcanzar un estatus y de avance profesional. Codrington añade que son lo suficientemente mayores para recordar la Segunda Guerra Mundial, pero nacieron demasiado tarde para disfrutar de los años 60. Hart señala que los miembros más jóvenes de la generación silenciosa tendían a compartir más rasgos con los baby boomers. La escritora Marian Botsford Fraser describió a las mujeres de esta población de cuspers como chicas que «...no fumaban en el instituto, no iban a conciertos de rock, no jugaban con el ácido y la píldora y no tenían novios hippies en la universidad ni hacían giras por Europa con una mochila». En su lugar, señala «estas chicas usaban crinolinas y fajas, iban al baile de graduación, a la escuela de enfermería y a la escuela de profesores, raramente a la universidad». Según Susan Mitchell se cree que son una anomalía en la que tienden a ser más activistas y libre pensadores que los nacidos antes que ellos en la generación silenciosa. Lancaster y Stillman se hacen eco de este último punto y señalan que estos cuspers estuvieron en la primera línea de las luchas internas de Estados Unidos cuando eran adultos, agitando a favor de los derechos humanos. Continúan diciendo que muchas mujeres entre estos cuspers ingresaron en espacios de trabajo dominados por los hombres antes de que existiera el movimiento de las mujeres, abriendo un camino para que otras generaciones de mujeres lo siguieran.

### Baby Boomers/Generación X
Rangos de fechas
- 1954-1965, como fue identificado por Jonathan Pontell.[15]
- 1958-1967, como lo identificó Mark Wegierski del Instituto Hudson.[16]
- 1960-1965, identificado por Lancaster y Stillman, Clínica Mayo y Andrea Stone en USA Today.[11][8][17]
- 1962-1967, según lo identificado por Smit.[4]
- 1964-1969, identificado por Codrington.[1]

Características
Esta población es a veces conocida como generación Jones, y menos comúnmente como Tweeners. Estos cuspers no tuvieron tanto éxito financiero como los baby boomers más mayores. Experimentaron una recesión como muchos de la generación X, pero les fue mucho más difícil encontrar trabajo que a la generación X. Aunque aprendieron a ser expertos en tecnología de la información, no tuvieron computadoras hasta después de la educación secundaria, pero fueron algunos de los primeros en comprarlas para sus casas. Estuvieron entre los primeros en interesarse por los videojuegos. Se llevan bien con los baby boomers, pero comparten valores diferentes. Mientras que se sienten cómodos en ambientes de oficina, están más relajados en casa. Están menos interesados en avanzar en sus carreras que los baby boomers y más interesados en la calidad de vida.

### Generación X/Milénicos
Rangos de fechas
- 1977-1981, como lo identificó Doree Shafrir escribiendo para Slate.[18]
- 1977-1983, según lo identificado por Smit[4] y Merriam-Webster.[19]
- 1977-1985, según lo identificado por Business Insider.[20][21]

Características
Los cuspers de la generación X/milénica son conocidos comúnmente como Xennials, aunque otros nombres incluyen generación Oregon Trail, generación Catalano y The Lucky Ones. Los investigadores señalan que estos cuspers tienen tanto el sano escepticismo de la generación X como el optimismo de los milénicos. Es probable que desafíen a la autoridad, pero también están más centrados en su carrera que la generación X. Aunque no todos estos cuspers son nativos digitales, se sienten muy cómodos con la tecnología.

### Milénicos/Generación Z
Rangos de fechas
1993-1998, según lo identificado por Smit.
Características
Llamados MinionZ por Smit. Un término más común es el de Zillennial para referirse a aquellos que estaban llegando a la mayoría de edad en torno a la introducción de los teléfonos inteligentes y el auge de las redes sociales.

## Importancia del lugar de trabajo
Los malentendidos en la comunicación entre empleados de diferentes generaciones son perjudiciales para la moral del lugar de trabajo, aumentando la rotación y el absentismo, al tiempo que disminuyen la satisfacción laboral, el compromiso con el trabajo y la productividad. Sin embargo, la comunicación eficaz entre empleados de diferentes generaciones permite establecer relaciones de colaboración y garantiza que la información se conserve de una generación a otra. Los empleados desempeñan un papel importante en los lugares de trabajo multigeneracionales y en otras organizaciones. Metafóricamente los cuspers son como puentes que conectan a los miembros de sus principales generaciones adyacentes. Entre las generaciones, son naturalmente hábiles en la mediación, la traducción, la tutoría y la gestión. Colocar estratégicamente a los cuspers en el lugar de trabajo tiene el potencial de reducir la fricción generacional y dar a las organizaciones que lo hacen una ventaja competitiva.

## Identidad generacional
Muchos cuspers no sienten la sensación de pertenecer a una generación específica. Los investigadores que estudian la teoría de la subcultura generacional han especulado que puede haber poblaciones dentro de cohortes generacionales más grandes cuyos valores estén más en línea con los de las generaciones precedentes, por ejemplo, alguien nacido en el rango de la generación X que tiene una filosofía moral más similar a la generación silenciosa. La teoría de la confusión generacional propone que la generación de uno se define mejor como la combinación del año de nacimiento y la identidad generacional—la generación cultural a la que más se parece.